# Dusona celator
Dusona celator är en stekelart som beskrevs av Hinz 1985. Dusona celator ingår i släktet Dusona och familjen brokparasitsteklar. Inga underarter finns listade i Catalogue of Life.